# Эквадорская радикальная либеральная партия
Эквадорская радикальная либеральная партия (исп. Partido Liberal Radical Ecuatoriano, PLRE) — бывшая центристская либеральная политическая партия в Эквадоре, образованная в 1878 году генералом Элоем Альфаро.

## История
Эквадорская радикальная либеральная партия возникла в результате разногласий между умеренными и радикальными либералами в Либеральной партии Эквадора. Как и во многих странах Латинской Америки, Эквадор пережил много конфликтов, часто насильственных, между либеральными и консервативными партиями.
Элой Альфаро привёл к власти либеральную партию во время революции 1895 года. В 1925 году Либеральная партия была официально основана как Эквадорская радикальная либеральная партия (PLRE). В течение последующих 50 лет некоторые из его членов были президентами Эквадора. Партия находилась у власти в 1895—1911, 1921—1952 и в 1960—1970 годах. В течение каждого периода правления партия свергалась в результате военных переворотов.
В 2000 году, после трудного периода, когда партия практически исчезла, лидером партии стал Хулио Эдуардо Понсе Артета и в 2002 году партия вернулась к участию в президентских выборах, выдвинув кандидатом от партии Ивонн Баки. Через несколько лет партия не смогла набрать 5 % голосов, необходимых для того, чтобы оставаться действующим политическим образованием, и официально прекратил своё существование. Тем не менее, Эквадорская радикальная либеральная партия сохраняет признание своей важной роли в истории Эквадора. Она вдохновила образование несколько других политических партий. Лидер-основатель партии Элой Альфаро, по-прежнему, широко почитается в Эквадоре.
В 2008 году для участия в президентских выборах 2009 года была зарегистрирована политическая партия с таким же названием.